# Bando misto de alimentação

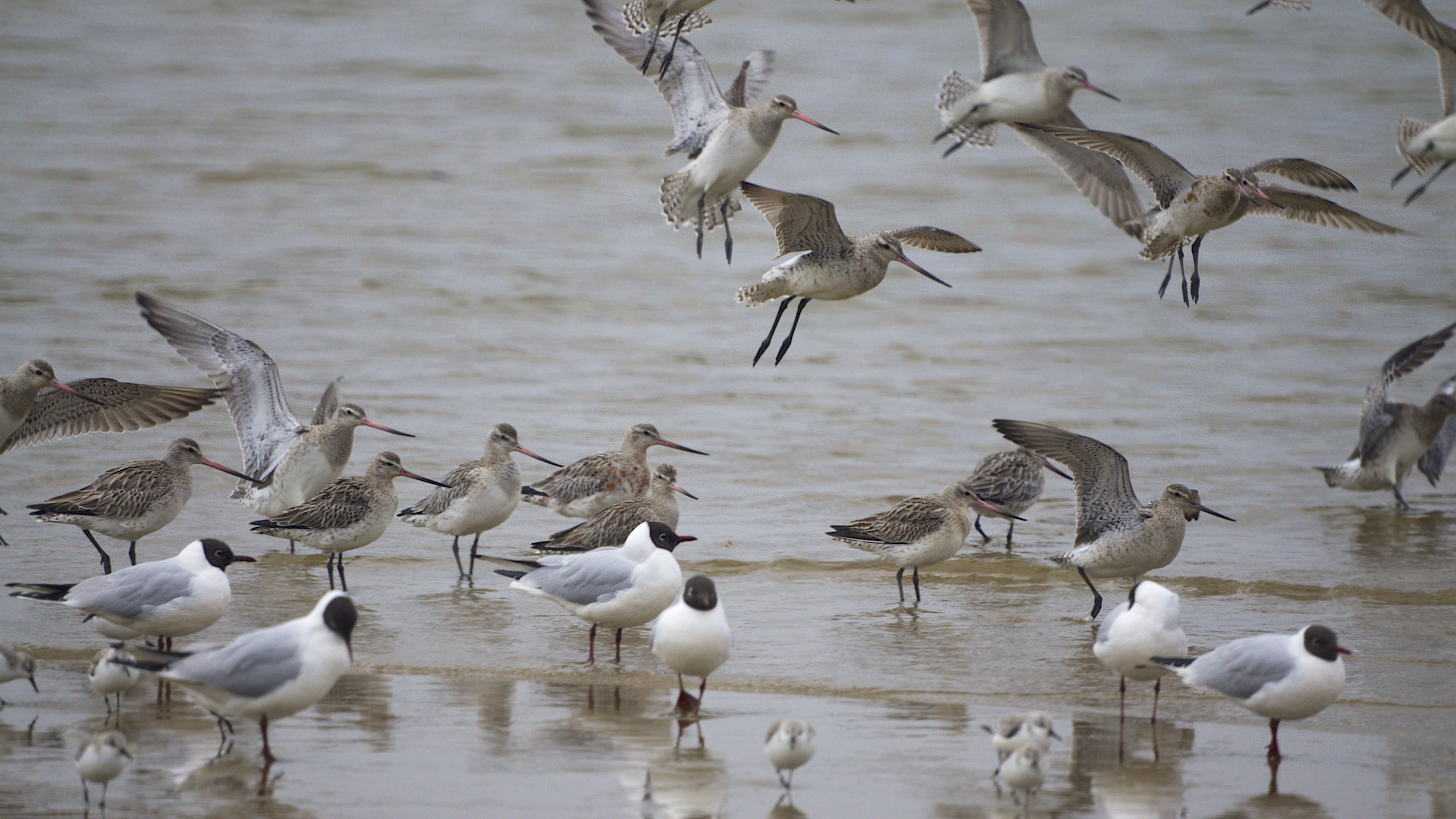
Três epécies de aves, Guincho-comum, fuselo e pilrito-das-praias forrageando em conjunto em uma praia.

Um bando misto de alimentação, também chamado de bando misto de forrageamento, grupo de caça misto ou, informalmente, onda de aves, é um bando de aves insetívoras de diferentes espécies que se juntam e se movem juntas enquanto forrageiam. Esses bandos diferem de agregações alimentares, que são congregações de várias espécies de aves em áreas com alta disponibilidade de alimentos.
Embora ainda não se saiba exatamente como os bandos de forrageamento de espécies mistas se originam, pesquisadores propuseram alguns mecanismos para sua iniciação. Muitos acreditam que espécies nucleares desempenham um papel vital na iniciação desses bandos. Além disso, a estrutura da floresta é hipoteticamente considerada um fator crucial na formação desses bandos. No Sri Lanka, por exemplo, a mimética vocal da espécie Dicrurus paradiseus pode ter um papel-chave na iniciação de bandos de forrageamento de espécies mistas, enquanto em partes dos trópicos das Américas, grupos de mariquitas-de-coroa-dourada podem desempenhar o mesmo papel.

## Composição
Os bandos de forrageamento de espécies mistas tendem a se formar em torno de uma espécie "nuclear". Pesquisadores acreditam que as espécies nucleares estimulam a formação do bando misto e mantêm a coesão entre as espécies de aves. Elas tendem a ter uma influência desproporcionalmente grande no bando. As espécies nucleares possuem algumas características universais. Geralmente, são generalistas que empregam uma estratégia de forrageamento por catagem e são aves socialmente intraspecíficas.
As espécies "associadas" ou "atendentes" são aves que seguem o bando apenas após ele entrar em seu território. Pesquisadores mostraram que essas espécies tendem a ter maior aptidão biológica ao seguir bandos de forrageamento de espécies mistas. A terceira classe de aves encontradas nesses bandos é chamada de espécies "sentinelas". Diferentemente das espécies nucleares, as sentinelas são aves que capturam insetos em voo e raramente são gregárias. Seu papel é alertar as outras aves do bando sobre a chegada de potenciais predadores.

## Benefícios
Ecólogos geralmente assumem que espécies no mesmo nicho ecológico competem por recursos. A formação de bandos de espécies mistas demonstra uma possível exceção a essa suposição ecológica universal. Em vez de competirem por recursos limitados, algumas espécies de aves que compartilham a mesma fonte de alimento podem coexistir em bandos mistos. De fato, quanto mais semelhantes forem o tamanho corporal, a taxonomia e o estilo de forrageamento de duas espécies de aves, maior a probabilidade de que cooperem em bandos de espécies mistas.
Pesquisadores propuseram dois principais mecanismos evolutivos para explicar a formação desses bandos. A primeira explicação mecanicista é que diferentes espécies de aves cooperam para obter acesso a mais alimentos. Estudos mostraram que aves em bandos mistos são mais propensas a identificar fontes de alimento potenciais, evitar locais já explorados, e espantar insetos de seus esconderijos. A segunda explicação mecanicista é que as aves se juntam a bandos mistos para evitar a predação. Uma ave reduz seu risco de ser predada quando está cercada por outras aves que podem ser alvos potenciais do predador. Outros estudos hipotetizaram que bandos multiespecíficos se formam porque grupos grandes reduzem a capacidade de um predador de focar em uma única presa, enquanto outros sugeriram que bandos multiespecíficos são mais propensos a detectar predadores.

## Custos
Os bandos de alimentação de espécies mistas não são puramente benéficos para suas espécies membros. Algumas espécies de aves enfrentam custos mais altos ao se juntarem a esses bandos. Estudos mostraram que algumas espécies abandonam sua área de alimentação ideal padrão para viajar até um local de forrageamento pior, a fim de seguir o trajeto de um bando misto. As aves também podem ser forçadas a alterar sua estratégia de forrageamento para se adequar ao bando. Um terceiro custo proposto é o aumento do risco de cleptoparasitismo.

## No Holártico
Na zona temperada do norte, esses bandos são tipicamente liderados por aves da família Paridae, frequentemente acompanhados por espécies da família Certhiiidae e Regulidae, outras do gênero Sitta, pica-paus, e, na América do Norte, por parulídeos. Todas são aves insetívoras. Esse comportamento é particularmente comum fora da temporada de reprodução.
As vantagens desse comportamento não são certas, mas evidências sugerem que ele oferece alguma segurança contra predadores, especialmente para aves menos vigilantes, como vireos e pica-paus, e também melhora a eficiência alimentar, possivelmente porque presas de artrópodes que fogem de uma ave podem ser capturadas por outra.

## Nos Neotrópicos
Bandos de alimentação insetívoros atingem seu maior desenvolvimento em florestas tropicais, onde são uma característica típica da vida aviária local. Na região neotropical, as espécies líderes ou "nucleares" podem ser a pipira-de-garganta-preta (Lanio aurantius) no sul do México, ou a mariquita-trilistada (Basileuterus tristriatus) em outras partes da América Central. Na América do Sul, as espécies nucleares podem incluir tamnofilídeos como Thamnomanes, furnariídeos como Dendroma rufa ou o arapaçu-verde (Sittasomus griseicapillus), ou parulídeos, como as mariquitas-de-coroa-dourada. Em habitats abertos de cerrado, podem ser traupídeos como a Cypsnagra hirundinacea ou o tangará-picanço (Neothraupis fasciata). As espécies nucleares frequentemente têm plumagem marcante e vocalizações que atraem outras aves; muitas vezes, também são conhecidas por serem sentinelas muito ativas, fornecendo alertas sobre possíveis predadores.
Embora essas espécies de aves fáceis de localizar sirvam como ponto focal para os membros do bando, elas não necessariamente iniciam o bando. Em um bando misto neotropical alimentando-se de um enxame de cupins, observou-se que os quetes (Poospiza lateralis) eram os mais conspícuos. Como essa espécie não é um insetívoro aéreo, é improvável que tenha iniciado o bando, mas sim que o encontrou e se juntou a ele. Embora espécies de Basileuterus sejam iniciadoras e espécies nucleares, bandos mistos de espécies do gênero Tangara – em particular a saíra-militar (Tangara cyanocephala), a saíra-lagarta (Tangara desmaresti) e a saíra-sete-cores (Tangara seledon) – frequentemente iniciam a formação de um bando de alimentação maior e mais diverso, do qual se tornam apenas um componente menos significativo.
As aves da subordem Passeri compõem grande parte de quase todos os bandos de alimentação mistos neotropicais. Essas aves pertencem a famílias como Cardinalidae, Parulidae e, em particular, Passerellidae e Thraupidae. Outros membros de um bando de alimentação misto neotropical podem vir da maioria das famílias locais de aves diurnas insetívoras menores, e também podem incluir pica-paus, tucanos e aves trogoniformes. A maioria dos furnariídeos não participa de bandos mistos, embora haja exceções, como aves do gênero Synallaxis e algumas espécies da subfamília dos arapaçus (Dendrocolaptinae) – por exemplo, os mencionados acima ou a Xiphorhynchus fuscus – que são membros comuns ou até "nucleares". Entre os tiranídeos, também há algumas espécies que se juntam a bandos mistos regularmente, incluindo o orelheiro-de-coroa-sépia (Leptopogon amaurocephalus), o miudinho (Myiornis auricularis), Platyrinchus mystaceus eo papa-moscas-de-olheiras (Phylloscartes oustaleti).
No entanto, mesmo entre famílias que participam comumente, nem todas as espécies se juntam a bandos mistos. Há gêneros como Vireo em que algumas espécies não participam, enquanto outras (por exemplo, o juruviara-boreal) o fazem até mesmo em seus territórios de inverno. Dos três grupos de subespécies da mariquita-de-asa-amarela, apenas um (Setophaga auduboni) tipicamente participa. Embora a importância de certos Thraupidae na iniciação e manutenção de bandos mistos tenha sido mencionada, por exemplo, o tiê-de-topete é um alimentador oportunista que aparece em qualquer perturbação – seja um bando de alimentação misto, uma coluna de formigas-de-correição ou um grupo de macacos – e captura presas que tentam fugir, mantendo distância.
Aves da família Conopophagidae são notáveis por sua ausência nesses bandos, enquanto andorinhões e andorinhas raramente se juntam, mas o fazem, por exemplo, em enxames de formigas ou cupins. Os contingídeos são principalmente associados oportunistas que raramente se juntam a bandos por muito tempo, se o fizerem; o mesmo vale para a maioria da superfamília Muscicapoidea, embora alguns tordos possam participar com mais frequência.
Embora a maioria dos titirídeos raramente se junte a bandos mistos, algumas espécies do gênero Pachyramphus o fazem regularmente. Indivíduos da família Rhinocryptidae são raramente vistos com bandos mistos, embora o meia-lua-do-cerrado (Melanopareia torquata), duvidosamente atribuído a essa família, possa ser um membro regular. Icterídeos (chupins, graúnas e relacionados) também não são frequentemente vistos participando desses grupos, embora caciques como o japim-soldado (Cacicus chrysopterus) ou o guaxe (C. haemorrhous) se juntem a bandos mistos com uma regularidade um pouco maior. Cuculiformes (cucos) geralmente estão ausentes de bandos de alimentação mistos, mas alguns – por exemplo, o alma-de-gato (Piaya cayana) – podem ser encontrados com certa frequência.
Algumas espécies parecem preferir a presença de outras específicas: gaios do gênero Cyanolyca gostam de se agrupar com Aphelocoma unicolor e Aulacorhynchus prasinus. Muitos Icteridae se associam apenas com espécies relacionadas, mas a subespécie ocidental do corrupião-de-dorso-amarelo (Icterus chrysater) se associa com corvos e Campylorhynchus zonatus.
Outras espécies participam em graus variados dependendo da localização ou altitude – presumivelmente, a diferente composição de espécies dos bandos mistos em várias localizações permite a esses membros irregulares mais ou menos oportunidades de obter alimento. Tais espécies incluem o abre-asa-de-capuz-cinzento (Mionectes rufiventris), ou o choquinha-lisa (Dysithamnus mentalis) e o tangará-de-coroa-vermelha (Habia rubica), que são frequentemente registrados em bandos de terras baixas, mas raramente se juntam a eles, pelo menos em algumas regiões mais montanas.
Um bando de alimentação misto neotropical típico se move pela floresta a cerca de 0.3 quilômetros por hora, com diferentes espécies forrageando em seus nichos preferidos (no solo, em troncos, em folhagem alta ou baixa, etc.). Algumas espécies seguem o bando o dia inteiro, enquanto outras – como Ramphocaenus melanurus – se juntam apenas enquanto o bando cruza seus próprios territórios.

## Nos trópicos do Velho Mundo
Os bandos no Velho Mundo são frequentemente muito menos coesos do que na região neotropical, muitos sendo apenas associações casuais que duram o tempo que o bando de espécies nucleares permanece no território dos atendentes. Os bandos mais estáveis são observados na Ásia tropical, especialmente no Sri Lanka. Bandos lá podem incluir várias centenas de aves passando o dia inteiro juntas, e um observador na floresta tropical pode não ver praticamente nenhuma ave, exceto ao encontrar um bando. Por exemplo, quando um bando se aproxima na reserva florestal de Sinharaja no Sri Lanka, o silêncio típico do dia na selva é quebrado pelas vocalizações ruidosas das espécies Argya rufescens e Dicrurus paradiseus, acompanhadas por espécies como A. cinereifrons, Ficedula subrubra, e Sitta frontalis.
Um bando misto na Cordilheira Central de Luzon, nas Filipinas, era composto principalmente por Coracina striata, azulona-filipinas (Irena cyanogastra) e Corvus violaceus. Indivíduos de calaus-das-filipinas (Penelopides manillae) também foram registrados como presentes. Com os corvos se juntando apenas mais tarde e os grandes calaus provavelmente sendo apenas atendentes oportunistas em vez de espécies nucleares, é provável que esse bando tenha sido iniciado por alguma outra espécie.
Florestas tropicais africanas também abrigam bandos de espécies mistas, com espécies nucleares incluindo  espécies da família Pycnonotidae e Nectariniidae, e atendentes tão diversos quanto o calau-pigmeu (Lophoceros camurus) e Pholidornis rushiae, a menor ave da África. Drongos e espécies de Monarchidae são às vezes descritos como sentinelas do bando, mas também são conhecidos por roubar presas de outros membros do grupo. Acanthizidae são membros nucleares típicos na Nova Guiné e Austrália. As espécies nucleares são acompanhadas por aves de outras famílias, como do gênero Pericrocotus.